# David Wilson
David Wilson fou una víctima de la repressió policial, el 19 febrer de 1976, a Sabadell. El professor d'anglès, de l'acadèmia FIAC, David Wilson, va morir durant la vaga general de 1976 a Sabadell. El 19 de febrer, una manifestació al centre de Sabadell fou dissolta violentament per la policia que llançà gas lacrimogen i pilotes de goma durant hores. El sindicalista Manuel Rodríguez va rebre l'impacte d'una pilota de goma i va caure ferit greu, però va salvar la vida. Wilson no va tenir la mateixa sort. Wilson estava allunyant el seu alumnat de les finestres de l'edifici FIAC, on feia classes, per evitar que els trets de pilotes de goma dels antiavalots contra l'edifici ferissin els nois i noies. Ho va aconseguir en una aula i, quan va anar a una altra per fer el mateix, va quedar ferit per l'impacte d'una pilota de goma. Va ser traslladat a l'hospital, on va morir dies després.